# Kate Todd
Kate Todd (Ontario, 12 dicembre 1987) è un'attrice e cantante canadese.
È conosciuta per il suo ruolo di Lily Randall in Radio Free Roscoe, Erica in La mia babysitter è un vampiro e Sally in La mia vita con Derek.

## Biografia
Todd debutta come attrice a 14 anni quando interpreta il ruolo di Lily Randall nella popolare serie televisiva Radio Free Roscoe. Lo show va avanti per due stagioni, ricevendo il "Best Teen Show award" e il "Parent's Choice award" al New York Worlds Festival nel 2003 e un "Gemini award" nel 2005.
Nel 2006, Kate partecipa al film The Tracy Fragments. Ha anche interpretato il ruolo di Lauren Findley nel film Grizzly Rage. Inoltre è apparsa nella sitcom Naturalmente Sadie! e in La mia vita con Derek, in cui ha il ruolo ricorrente di Sally.
Todd è apparsa anche in More Sex and the Single Mom, e nel film della CBC Booky Makes Her Mark.
Nel 2010 ha recitato come Erica nel film La mia babysitter è un vampiro. Ha recitato nell'omonima serie La mia babysitter è un vampiro.

## Discografia

### Album in studio
- 2012 – Finding My Way
- 2014 – Country Christmas
- 2015 – Anywhere with You

### EP
- 2017 – One

## Filmografia

### Cinema
- Tangled Webs, regia di Gerry Mendoza (2006)
- The Tracey Fragments, regia di Bruce McDonald (2007)
- Saving God, regia di Duane Crichton (2008)
- S is for Bird, regia di Matt Sadowski - cortometraggio (2012)

### Televisione
- Black Hole High (Strange Days at Blake Holsey High) – serie TV, episodi 1x3 (2002)
- Un padre per Jake (More Sex & the Single Mom), regia di Don McBrearty – film TV (2005)
- Radio Free Roscoe – serie TV, 52 episodi (2003-2005)
- Booky Makes Her Mark, regia di Peter Moss – film TV (2006)
- Grizzly Rage, regia di David DeCoteau – film TV (2007)
- Naturalmente Sadie! (Naturally, Sadie) – serie TV, episodi 3x8 (2007)
- Degrassi: The Next Generation – serie TV, episodi 7x9-7x14 (2008)
- La mia vita con Derek (Life with Derek) – serie TV, 10 episodi (2007-2008)
- Cashing In – serie TV, 7 episodi (2009-2010)
- La mia babysitter è un vampiro (My Babysitter's a Vampire), regia di Bruce McDonald – film TV (2010)
- Rookie Blue – serie TV, episodi 2x7 (2011)
- The L.A. Complex – serie TV, 4 episodi (2012)
- La mia babysitter è un vampiro (My Babysitter's a Vampire) – serie TV, 26 episodi (2011-2012)
- The Good Witch's Destiny - Il destino di Cassie (The Good Witch's Destiny), regia di Craig Pryce – film TV (2013)
- Satisfaction – serie TV, episodi 1x9 (2013)
- Lost Girl – serie TV, episodi 4x10 (2014)

## Doppiatrici italiane
Nelle versioni in italiano dei suoi film, Kate Todd è stata doppiata da:
- Isabella Cortese in La mia babysitter è un vampiro
- Monica Bertolotti in Radio Free Roscoe